# Emily Tennant
Emily Tennant est une actrice canadienne, née le 9 août 1990 à Vancouver, Colombie-Britannique, Canada.

## Biographie
En 2004, elle interprète le rôle de Daphné jeune dans le film Scooby-Doo 2 : les monstres se déchaînent. En 2005, elle a joué dans le film inspiré d'un roman 4 filles et un jean aux côtés de Amber Tamblyn, America Ferrera (Ugly Betty), Alexis Bledel (Gilmore Girls) et de Blake Lively (Gossip Girl).
En 2008 elle fait une apparition dans le film Juno aux côtés de Elliot Page, Michael Cera, Jennifer Garner, Jason Bateman et J. K. Simmons. En 2009 elle fait aussi une apparition dans le film Jennifer's Body aux côtés de Megan Fox, Amanda Seyfried, Adam Brody et J. K. Simmons. Toujours en 2009, elle apparait dans le film I Love You, Beth Cooper au côté de l'actrice Hayden Panettiere (Heroes).
Encore en 2009, elle partage l'affiche d'un téléfilm intitulé Au nom de l'amitié avec l'acteur et chanteur Billy Ray Cyrus, Jacob Blair, Matt Ward et Brendan Meyer.

## Filmographie

### Cinéma
- 2002 : The Rhino Brothers : Mellisa Kanachowski
- 2004 : Scooby-Doo 2 : les monstres se déchaînent (Scooby-Doo 2: Monsters Unleashed) : Daphné jeune
- 2004 : I, Robot : Une jeune fille
- 2005 : 4 filles et un jean (The Sisterhood of the Traveling Pants) : Krista Rodman
- 2006 : Dr. Dolittle 3 : Une fille à la soirée
- 2006 : John Tucker doit mourir (John Tucker must Die) : La fille dans le couloir
- 2008 : Poe: Last Days of the Raven : Virginia Poe
- 2008 : Juno : La fille "fantastique"
- 2009 : Zombie Punch : Paige Turner
- 2009 : Jennifer's Body : La fille bavarde
- 2009 : I Love You, Beth Cooper : Une étudiante en deuxième année
- 2010 : Flicka 2 - Amies pour la vie :  Amy Walker
- 2010 : Frankie & Alice : Paige
- 2010 : Triple Dog : Sarah
- 2014 : Way of the Wicked : Heather Elliot
- 2014 : A Job (Court-métrage) : La babysitter
- 2014 : Feed the Gods : Brit
- 2015 : Reset (Court-métrage) : Sidney
- 2016 : USS Indianapolis: Men of Courage : Clara
- 2022 : Influencer : Madison

### Télévision

#### Séries télévisées
- 2000 : Dark Angel : Une étudiante en langue
- 2003 : Rockpoint P.D. : Emily
- 2004 : Kingdom Hospital : Mona Klingerman
- 2004 : The Days : Une fille à la mode
- 2005 : Réunion: Destins brisés : Une fille
- 2006 : Masters of Horror : Une adolescente blonde
- 2007 : Sanctuary : Helen jeune
- 2008 : Sanctuary : Patricia Heathering
- 2009 et 2014 : Supernatural (épisodes 5x05 et 10x04) : Une fan de Paris Hilton #1 / Tasha
- 2011 : The Troop : Kristen
- 2011-2013 : Mr. Young : Ivy Young
- 2014 : Falling Skies : La leader de l'équipe #2
- 2014 : A la recherche de Carter (Finding Carter) : Sara
- 2014-2015 : Retour à Cedar Cove (Cedar Cove) : Cecilia Rendall
- 2015 : Some Assembly Required : Isabelle
- 2016 : Motive (saison 4) : Lexie Moore
- 2017 : Dirk Gently, détective holistique : Beastie
- 2018 : Take Two, enquêtes en duo (épisode 1) : Lynette Rainey
- 2018 : Once Upon a Time (saison 7, épisode 19) : Isla
- 2020 : Riverdale : Miss Appleyard

#### Téléfilms
- 2000 : Recherche fiancée pour papa (Personally Yours) : Hannah Stanton
- 2002 : Essaim mortel (Killer Bees!) : Cassidy Harris
- 2007 : Danger en altitude (Destination: Infestation) : Jamie Ross
- 2008 : L'Énigme du sphinx (Riddles of the Sphinx) : Karen
- 2009 : Au nom de l'amitié (Christmas in Canaan) : Sarah
- 2010 : La Guerre des guirlandes (Battle of the Bulbs) : Susie Wallace
- 2011 : Un Noël plein d'espoir (Christmas Come Home to Canaan) : Sarah Burton
- 2014 : Driven Underground : Christy Palmer
- 2015 : Mensonges et vérité (Truth & Lies) : Taylor
- 2015 : A Novel Romance : Tabitha
- 2015 : Les Enfants du péché : Secrets de famille (If There Be Thorns) : Melodie Richarme
- 2016 : En route vers le mariage :  Grace Pershing
- 2017 : Marions-les pour Noël : Ginger Blake
- 2017 : Mécanique amoureuse (The Mechanics of Love) : Clare Dupree
- 2017 : Carly, 16 ans, enlevée et vendue : Carly O'Neil
- 2017 : Un terrible secret (A Surrogate's Nightmare) de Vic Sarin : Shelley
- 2021 : Noël au grand cœur : Kylie